# بافيل فوجتيسيك
بافيل فوجتيسيك (بالألمانية: Pavel Vojtisek) مواليد 13 يونيو 1963 في أولوموتس، تشيكوسلوفاكيا، هو لاعب كرة مضرب ألماني سابق بدأ مسيرته كمحترف سنة 1986 وكان يلعب باليد اليمنى. أعلى تصنيف له في الفردي كان المركز الـ 73 في سنة 1987. أعلى تصنيف له في الزوجي كان المركز الـ 194 في سنة 1987.

## النهائيات

### الفردي: (1)
| الرقم | السنة | الدورة              | الأرضية | المنافس في النهائي | النتيجة في النهائي |
| ----- | ----- | ------------------- | ------- | ------------------ | ------------------ |
| 1.    | 1987  | ساو باولو، البرازيل | ترابية  | روبرتو أرغيو       | 6–4, 2–6, 6–3      |

## روابط خارجية
- بافيل فوجتيسيك على موقع رابطة محترفي التنس (الإنجليزية)
- بافيل فوجتيسيك على موقع الاتحاد الدولي لكرة المضرب (الإنجليزية)
- بافيل فوجتيسيك على موقع خلاصة التنس.كوم (الإنجليزية)